# Rose Hill (condado de Fairfax)
Rose Hill es un lugar designado por el censo en el  condado de Fairfax, Virginia  (Estados Unidos). Según el censo de 2010 tenía una población de 20.226 habitantes.

## Demografía
Según el censo de los Estados Unidos del 2000 Rose Hill tenía una población de 15.058 habitantes, 5.683 viviendas, y 4.080 familias. La densidad de población era de 1.263,9 habitantes por km².
De las 5.683 viviendas en un 31,5%  vivían niños de menos de 18 años, en un 60,7%  vivían parejas casadas, en un 7,9% mujeres solteras, y en un 28,2% no eran unidades familiares. En el 21% de las viviendas  vivían personas solas el 5,3% de las cuales correspondía a personas de 65 años o más que vivían solas. El número medio de personas viviendo en cada vivienda era de 2,65 y el número medio de personas que vivían en cada familia era de 3,09.
Por edades la población se repartía de la siguiente manera: un 22,7% tenía menos de 18 años, un 5,7% entre 18 y 24, un 34% entre 25 y 44, un 27,3% de 45 a 60 y un 10,3% 65 años o más.
La edad media era de 38 años. Por cada 100 mujeres de 18 o más años  había 94,4 hombres.
La renta media por vivienda era de 80.815$ y la renta media por familia de 89.414$. Los hombres tenían una renta media de 53.917$ mientras que las mujeres 43.245$. La renta per cápita de la población era de 34.213$. En torno al 1,6% de las familias y el 3,6% de la población estaban por debajo del umbral de pobreza.